# Bracon similatorius
Bracon similatorius är en stekelart som beskrevs av Roy D. Shenefelt 1978. Bracon similatorius ingår i släktet Bracon och familjen bracksteklar. Inga underarter finns listade.